# Bongor
Bongor er en by i Tchad og er hovedbyen i regionen Mayo-Kebbi Est. Byen har en befolkning på 20.448 indbyggere (1993). 